# Садо
Садо (јап. 佐渡市) град је у Јапану у префектури Нигата. Према попису становништва из 2011. у граду је живело 63.231 становника.